# Novazelandiella walteri
Novazelandiella walteri är en kvalsterart som först beskrevs av Hunt 1996.  Novazelandiella walteri ingår i släktet Novazelandiella och familjen Pheroliodidae. Inga underarter finns listade i Catalogue of Life.